# ريك سنايدر
ريتشارد ديل سنايدر (بالإنجليزية: Richard Dale Snyder)‏ هو سياسي ورجل أعمال واقتصادي أمريكي من الحزب الجمهوري ولد في يوم 19 أغسطس 1958 في باتل كريك في ميشيغان. أكمل دراسة الإحصاء في جامعة ميشيغان. وفي سنة 2011 أصبح حاكم ولاية ميشيغان حتى سنة 2019 بعد أن خلف جينيفر غرانهولم. في سنة 2019 خلفته غريتشن ويتمر.